# Dita e Verës

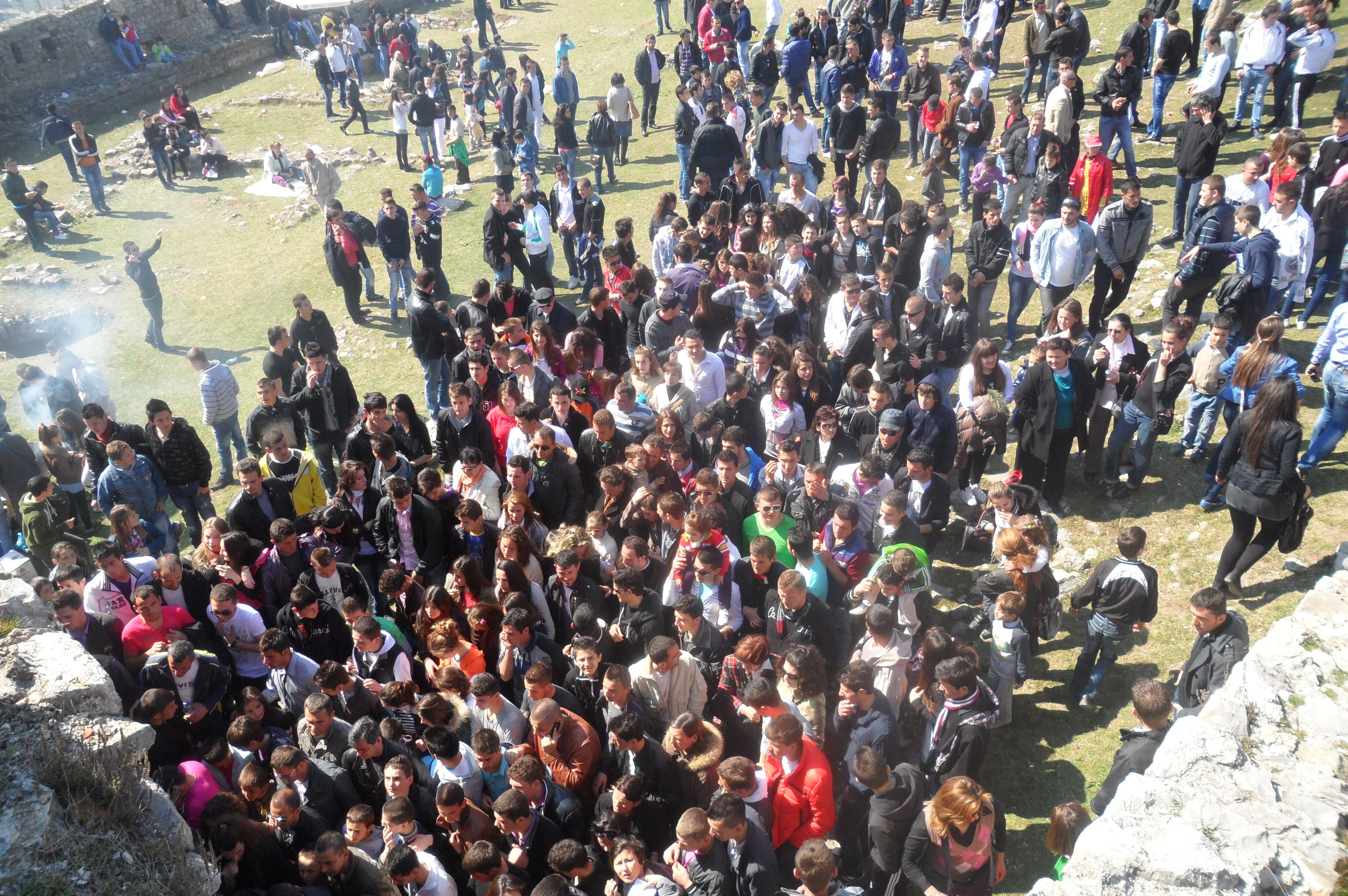
Feiernde am 14. März auf der Burg von Lezha

Der Dita e Verës (albanisch) oder Sommertag (fälschlicherweise gelegentlich als Frühlingstag bezeichnet) ist ein Frühlingsfest in Albanien, das jedes Jahr am 14. März begangen wird. Seit 2004 ist der Sommertag ein landesweiter Feiertag. Seinen Ursprung hat das Fest in Mittelalbanien um Elbasan. Es wird aber so oder ähnlich auch in anderen Gegenden gefeiert, so in den Regionen um Gjirokastra, Përmet und Maliq (Opar) sowie im albanisch bewohnten Westen von Nordmazedonien.
Das Fest hat heidnische Wurzeln. Das Datum war nach dem Julianischen Kalender der 1. März, der ursprüngliche Frühlingsanfang. Die Ursprungslegende verweist auf einen Tempel der Fee von Çermenika östlich von Elbasan.
Der Dita e Verës ist ein Freudensfest. Insbesondere in Elbasan und Tirana wird ein Volksfest auf den Straßen begangen. Traditionell gehören Lieder, Tänze und Riten zu diesem Festtag.
Man unterscheidet vier Phasen, wovon die Vorbereitung die erste ist: Üblicherweise gehören die Reinigung des Hauses, neue oder aufgefrischte Kleider und das Schmücken des Hauses dazu. Die zweite Phase ist der Vorabend: Einer Winterverbrennung gleich werden große Feuer angezündet. Es wird um die Feuer getanzt und manche springen darüber. Der Sommertag und die dritte Phase beginnen traditionell früh mit einer Waschung. Mancherorts gab es Umzüge der Jugend zur frühen Stunde. Man trifft sich auf den Straßen, um das frische Grün und die frische Luft zu genießen. Auch Besuche bei Verwandten und Freunden, manchmal mit Mittagessen, kommen häufig vor. Die vierte Phase ist ein Ausflug in die Natur außerhalb des Orts oder in Parks, wo die Leute sich zum Spielen, Singen, Tanzen und Picknicken treffen.

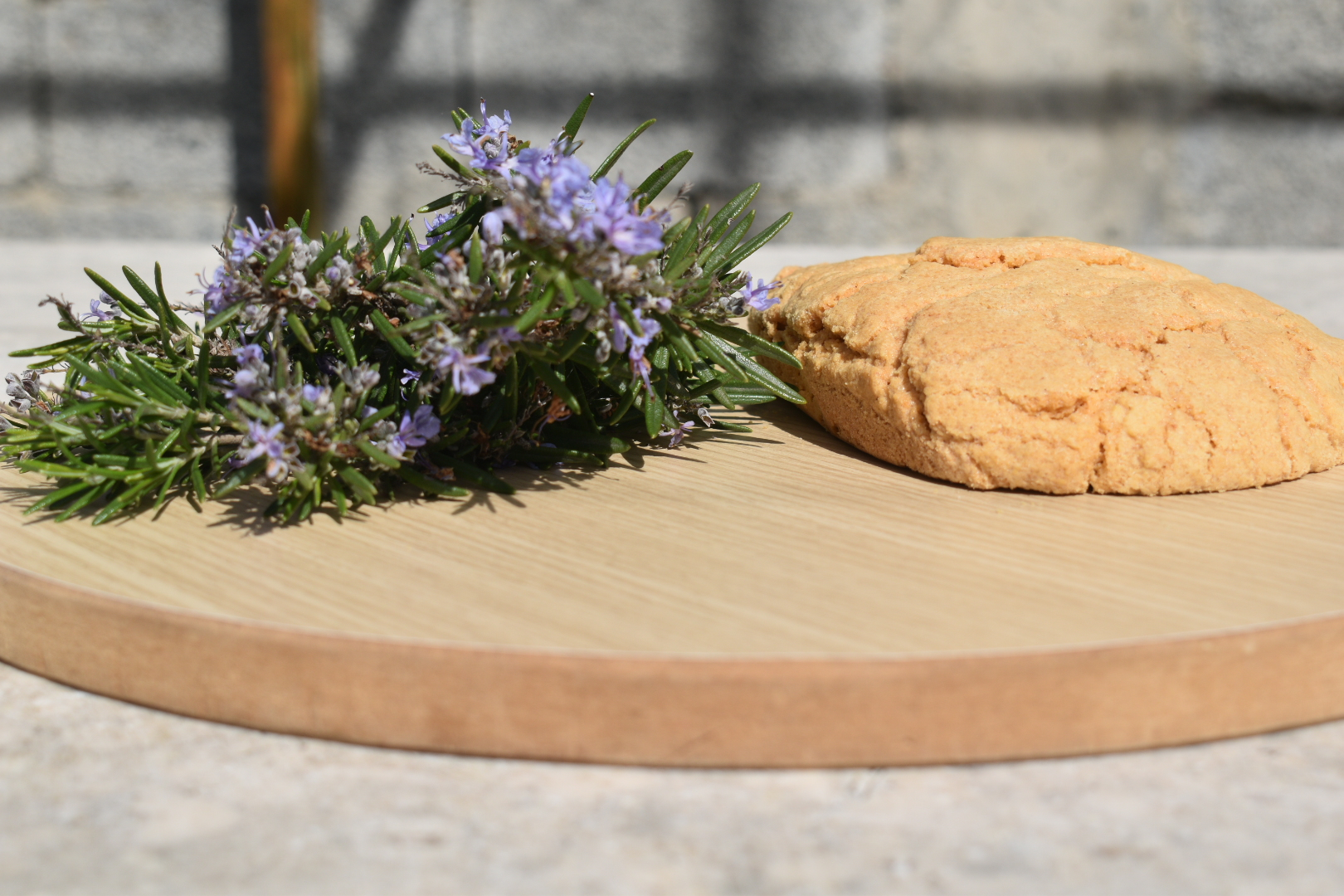
Elbasaner Ballokumja

Symbole des Sommertags sind das süße Elbasaner Gebäck ballokumja und das verorja genannte rot-weiße Halsband, das von Jugendlichen getragen wird.

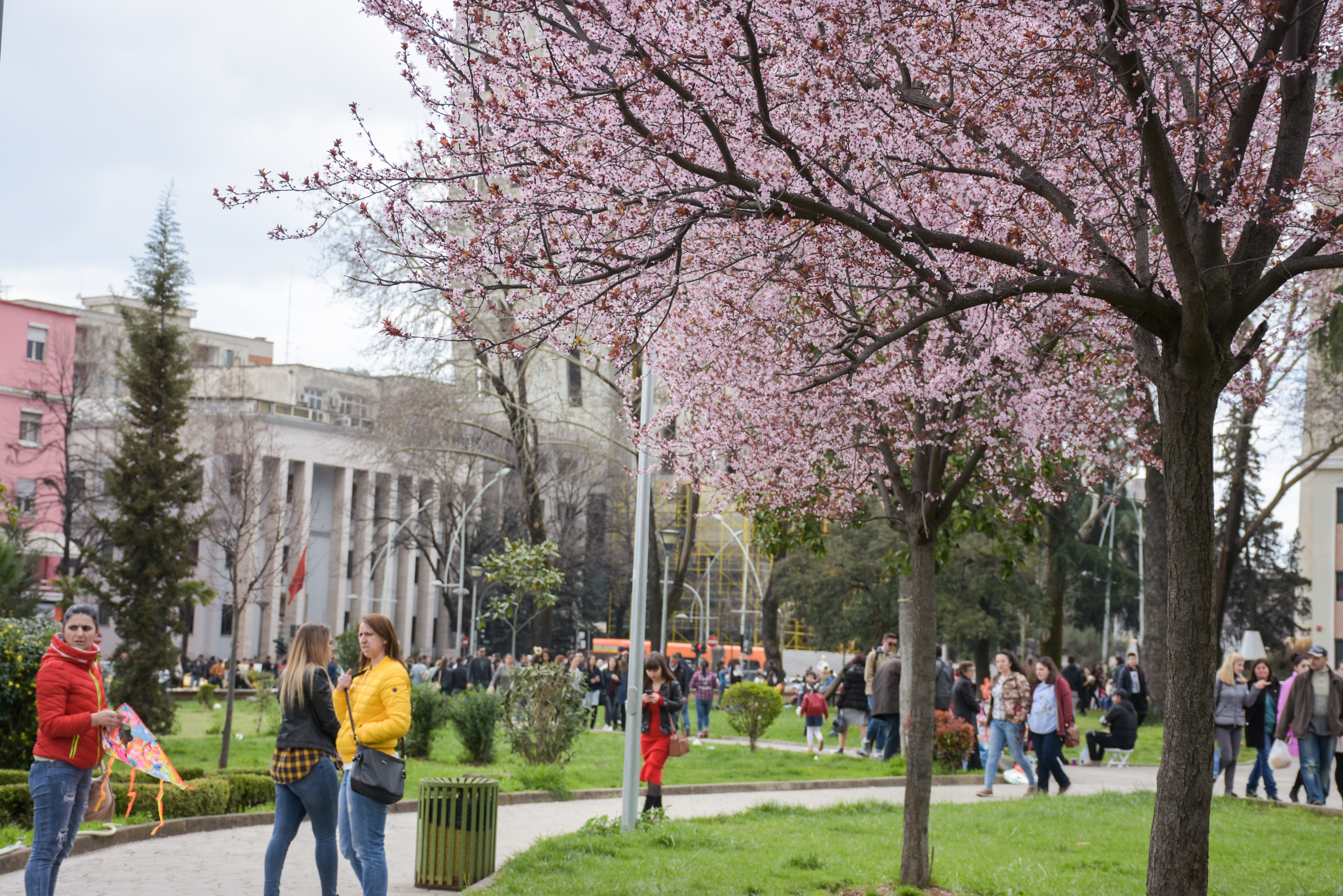
Spaziergänger in einem Park im Stadtzentrum von Tirana am Dita e Verës

Andere Frühlingsfeste in Albanien sind unter anderen die christlichen Feste von Ostern, Verkündigung des Herrn, der Lazarustag und Karneval, das Bektaschi-Fest Nevruz und einige andere lokale Festtage. In Dibra wird der Sommertag traditionell bereits ab Ende Februar begangen: hier ziehen die Kinder tagelang frühmorgens durch die Dörfer, bis am 13. März Feuer entfacht werden. Sommertagsfestlichkeiten sind auch für viele andere Dörfer und Regionen von Tropoja bis Korça nachgewiesen.
Mit der Einführung als nationaler Feiertag soll der stark kritisierte Ministerpräsident Fatos Nano 2004 versucht haben, beim Volk wieder populärer zu werden. Bei den Wahlen im folgenden Jahr gewann aber die Opposition.
Eine bekannte Beschreibung des Sommertags stammt von Faik Konica, einem Intellektuellen, der sich für die albanische Unabhängigkeit eingesetzt hatte: